# Oxford Mail
Oxford Mail är en brittisk dagstidning som grundades 1928 i Oxford.The Oxford Times är syster tidning.

Från 1961 till 1979 var ansvarig utgivare Mark Barrington-Ward. Då ägdes den av Westminster Press var en kvällstidning.
Juni 2016 hade tidningen en upplaga 10 777 exemplar. 

## Notabel anställda
- Morley Safer[3]